# Robert D. Hughes
Robert D. Hughes (Londres, 1964). És historiador de les idees i traductor. Després de trobar-se en moltes referències el nom de Ramon Llull, tant en l'àmbit de la literatura com en el de la història de la filosofia i de la teologia, i havent cursat la major part dels seus estudis en universitats angleses (Oxford, Humberside, Lancaster), l'any 1998, Hughes va decidir fer el seu doctorat sobre el pensament de l'escriptor mallorquí. Aquest autor li ha servit de porta d'entrada a la literatura medieval catalana. Des de l'any 2004 ha traduït a l'anglès les Homilies d'Organyà; una part de la Crònica, de Ramon Muntaner, i dues antologies d'escrits de Francesc Eiximenis i de Sor Isabel de Villena, a més d'opuscles lògics i metafísics d'autors escolàstics, com ara Sant Vicent Ferrer i Pere Tomàs (Petrus Thomae). També ha traduït –o està en curs de traduir– estudis científics, tant monogràfics com globals, sobre Ramon Llull.
Tot i que ara treballa com a estudiós independent, és des de 2002 investigador honorífic (Honorary Research Fellow) de la University of Lancaster. Des de l'any 2006 és també magister de la Maioricensis Schola Lullistica així com membre del Centre de Documentació Ramon Llull de la Universitat de Barcelona. A més, la seva traducció de Ramon Muntaner va ser nominada al premi Lois Roth 2007 de l'Associació de Llengües Modernes (MLA).
Casat, viu a Praga. Amb una formació tant en llengües com en Belles Arts, manté un viu interès en les esferes de la cultura literària, filosòfica i visual.